# Nikonova kronika
Nikonova kronika ali Patriarhova kronika (rusko Никоновская летопись, Патиаршья летопись) je obsežna zbirka in izdaja vzhodnoslovanskih kronik, ki so jo ustvarili na dvoru carja Ivana Groznega sredi 16. stoletja. Zbirka je dobila ime po Nikonu, patriarhu Moskve in vse Rusije, ki je posedoval njeno kopijo. V 18. stoletju je izšla pod imenom Ruska kronika po Nikonovem rokopisu.
Kronika zajema obdobje od leta 859 do 1520 z dodatnimi informacijami za leta  1521–1558, številne podrobne zgodbe o najpomembnejših dogodkih, kot so Zgodba o bitki na Nevi, Zgodba o bitki na ledu, Zgodba o Toktamiševi invaziji, Zgodba o smrti Mihaila Tverskega itd. Nekatere zgodbe imajo očitne vzporednice z rusko folkloro in pravoslavno hagiografijo.
Kronika vsebuje veliko dejstev, ki jih prejšnji viri ne omenjajo. Nekatere interpolacije naj bi odražale politično ideologijo nastajajočega ruskega carstva. Polovci iz 12. stoletja se na primer redno zamenjavajo s Krimskimi Tatari iz 16. stoletja. 